# Пејнсвил (Мисури)
Пејнсвил (енгл. Paynesville) град је у америчкој савезној држави Мисури.

## Демографија
По попису из 2010. године број становника је 77, што је 14 (-15,4%) становника мање него 2000. године.
| Група             | 2000.      | 2010.      |
| Белци             | 67 (73,6%) | 64 (83,1%) |
| Афроамериканци    | 24 (26,4%) | 11 (14,3%) |
| Азијати           | 0 (0,0%)   | 0 (0,0%)   |
| Хиспаноамериканци | 0 (0,0%)   | 0 (0,0%)   |
| Укупно            | 91         | 77         |